# John Tandberg
John Gudbrand Tandberg (Norderhov, 1 de novembro de 1896 — Lund, 3 de janeiro de 1968) foi um físico e químico norueguês.

## Vida
Filho de Gudbrand Tandberg (falecido em 1908) e da pioneira da fotografia na Suécia Lina Jonn (1861 — 25 de dezembro de 1896).
Estudou até 1923 na Universidade de Lund. Em 1922 trabalhou juntamente com Carl Munters e Baltzar von Platen no desenvolvimento do primeiro refrigerador de absorção.
No verão de 1925 casou com Greta Maria Cecilia Böös, consórcio do qual nasceram dois filhos: Erik Gudbrand Tandberg (nascido em 1929) e Olof Gudbrand Tandberg (nascido em 1932).

## Carreira
Foi assessor científico de Axel Lennart Wenner-Gren. De 1925 até aposentar-se em 1962 trabalhou no laboratório da firma Electrolux em Estocolmo.
William Prout, falecido em 1850, sugeriu que os elementos químicos eram compostos por átomos de hidrogênio. Após a Primeira Guerra Mundial os Estados Unidos não forneceram mais o gás hélio para os dirigíveis alemães. Em outubro de 1926 Friedrich Adolf Paneth e Kurt Peters publicaram o artigo Über die Verwandlung von Wasserstoff in Helium. (ver fusão a frio) Com base nisto contrataram Tandberg em fevereiro de 1927 para patentear um método para obtenção de hélio por eletrólise. O contrato foi recusado com a justificativa de ser incompleto. Porém Tandberg continuou trabalhando com sua ideia.
Em 1937 defendeu sua tese The absorption of hard x-rays as studied by means of nuclear reactions and artificial radioactivity, na Universidade de Uppsala. Suas outras pesquisas concentraram-se sobre os raios X e raios gamma, sendo ele então um especialista em corrosão. Publicou mais de cem artigos. Em 1942 foi eleito membro da Real Academia de Ciências da Engenharia da Suécia.